# Dahlgrenius aurosus
Dahlgrenius aurosus är en skalbaggsart som först beskrevs av Heinrich Bickhardt 1921.  Dahlgrenius aurosus ingår i släktet Dahlgrenius och familjen stumpbaggar. Inga underarter finns listade i Catalogue of Life.